# 비트토렌트 트래커
비트토렌트 트래커(BitTorrent tracker)는 비트토렌트 프로토콜을 이용하여 피어 간 통신을 보조해주는 특별한 종류의 서버이다.
P2P 파일 공유에서 최종 사용자 PC의 소프트웨어 클라이언트는 파일을 요청하며, 피어 머신에 상주하는 요청된 파일의 일부는 클라이언트로 전송된 다음 요청된 파일의 완전체 사본으로 조립된다. "트래커" 서버는 파일 사본이 피어 머신에 상주하는 장소를 계속 추적하며 복사된 파일의 효율적인 전송과 재조립을 조율하는 일을 돕는다.

## 공개 여부

### 공개 트래커
공개 트래커 또는 퍼블릭 트래커(public tracker)는 기존 토렌트에 트래커 주소를 추가함으로써 누구든지 사용할 수 있는 트래커이다. 또, 오픈비트토렌트와 같은 새로 만들어진 토렌트에 의해 사용되는 경우도 있다.

### 비공개 트래커
비공개 트래커 또는 프라이빗 트래커(private tracker)는 사이트에서 사용자 등록을 요구하는 비트토렌트 트래커이다. 초대 시스템을 갖추고 있어서 새 사용자에게 사이트 등록 권한을 부여하거나 새 사용자가 인터뷰 과정을 진입할 수 있게 한다.

## 같이 보기
- 비트토렌트
- 비트토렌트 사이트 간 비교
- 브램 코언
- 분산 해시 테이블